# Diamant Schuhfabrik Otto Müller

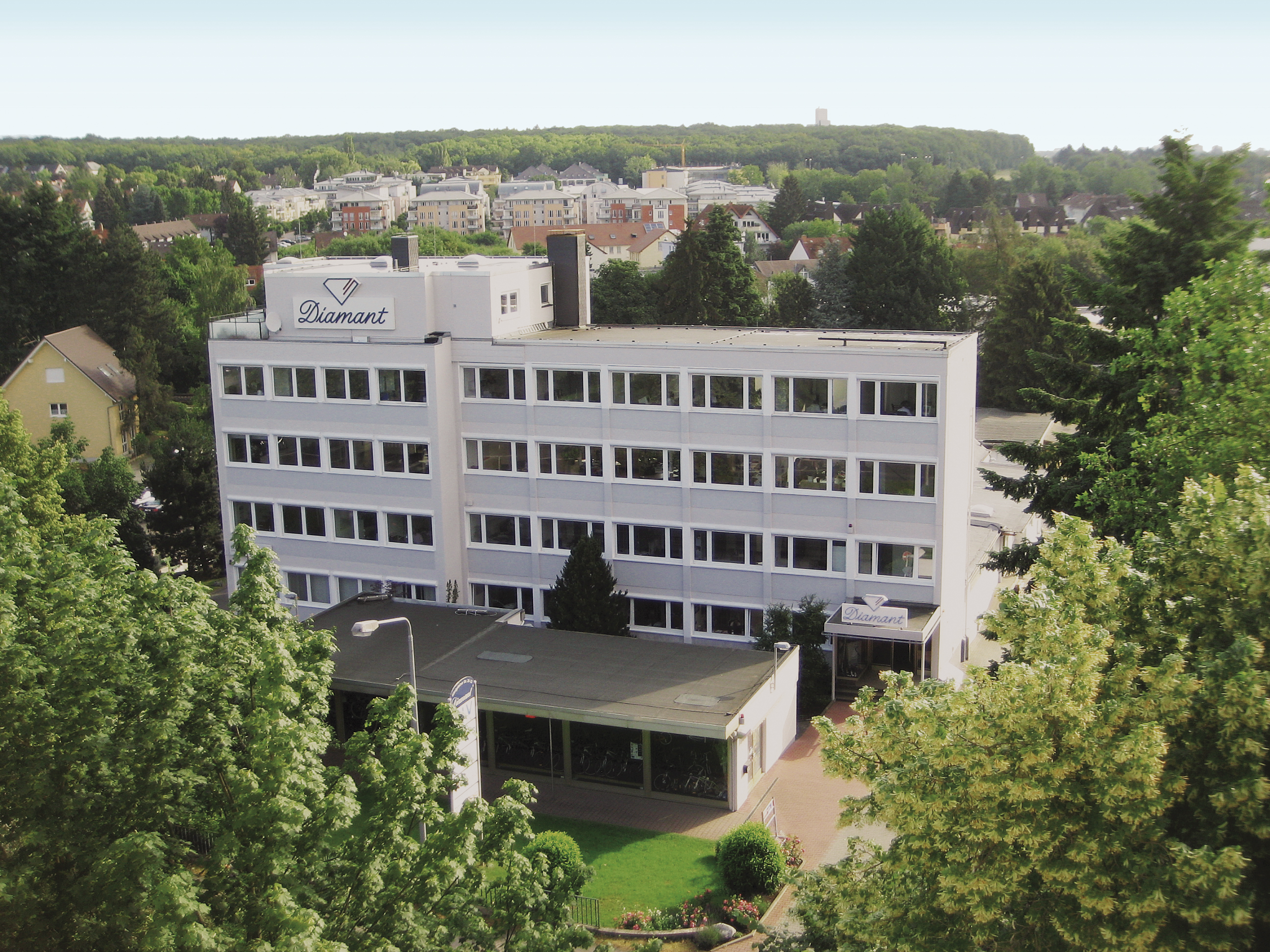
Firmengebäude und Produktionsstätte in Bad Soden

Die Diamant Schuhfabrik Otto Müller KG ist ein weltweit tätiges, deutsches Familienunternehmen, das sich auf die Herstellung von Tanzschuhen spezialisiert hat. Der Firmensitz und Produktionsstandort ist in Bad Soden am Taunus in Hessen ansässig und wird heute in der vierten und fünften Generation von Thomas Otto Müller, Thomas Oliver Müller und Bianca Schraub geführt.

## Geschichte

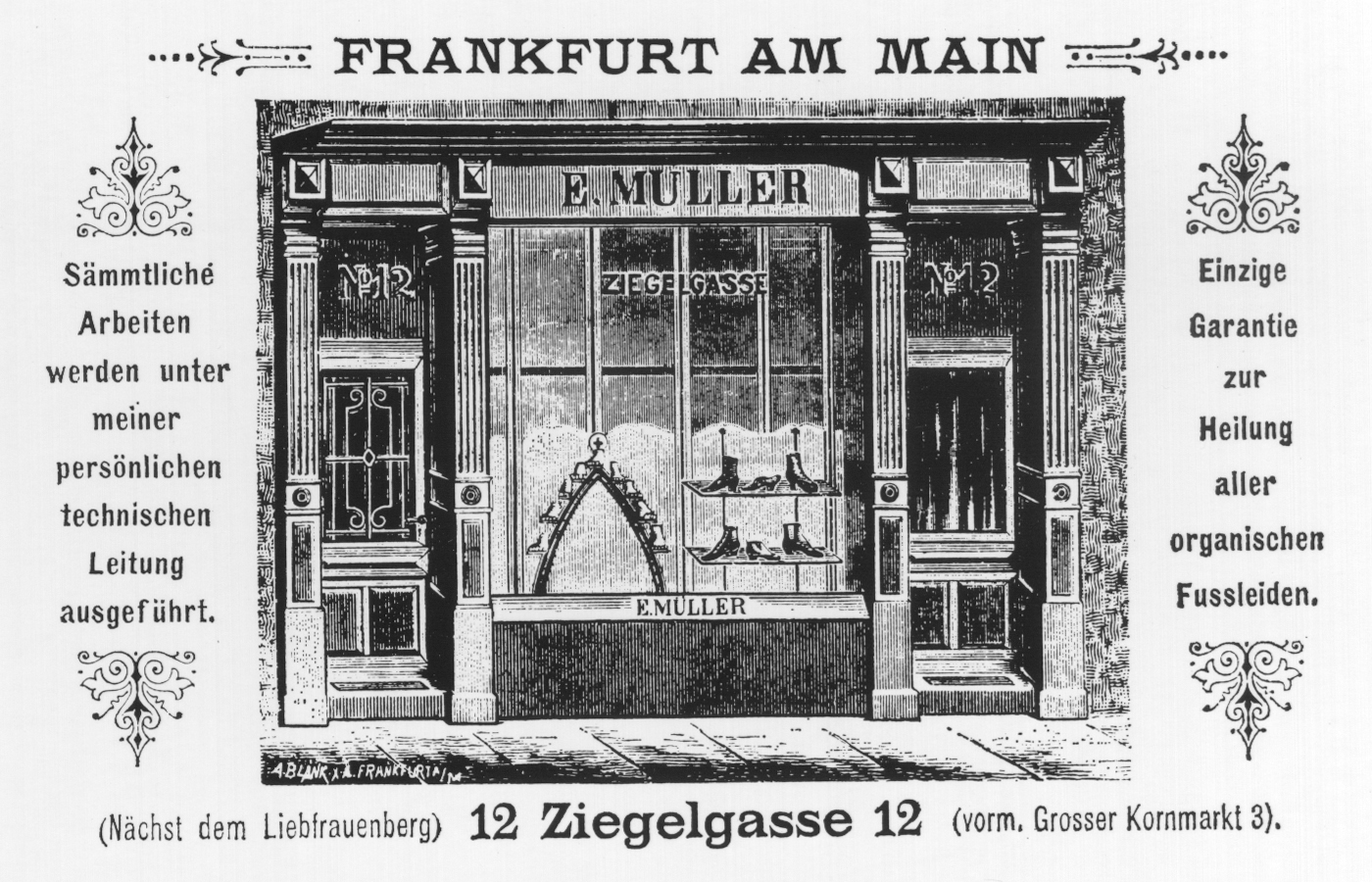
Werbeanzeige von Eberhard Müllers Ladengeschäft in Frankfurt

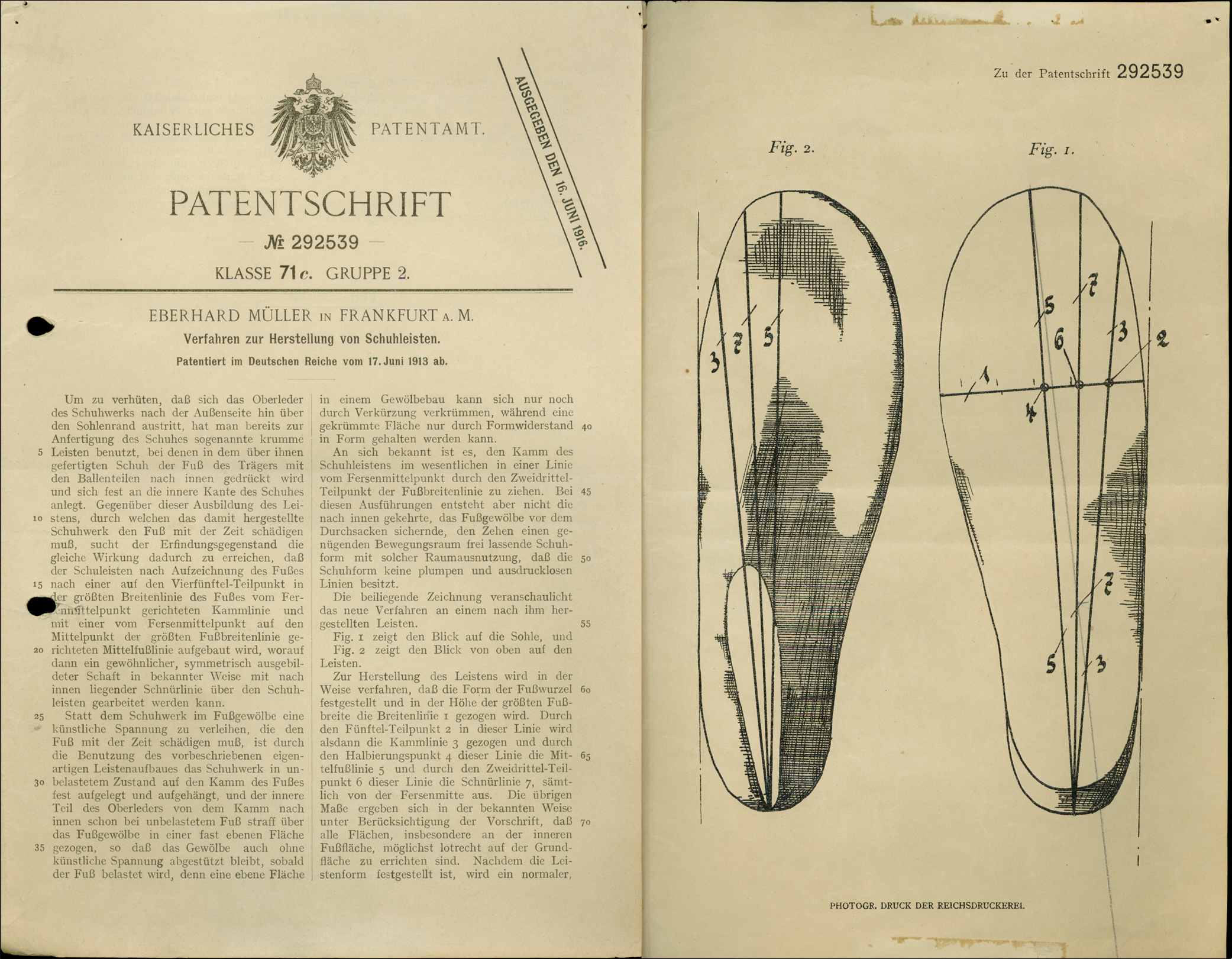
Kaiserliches Angulus-Patent von 1913

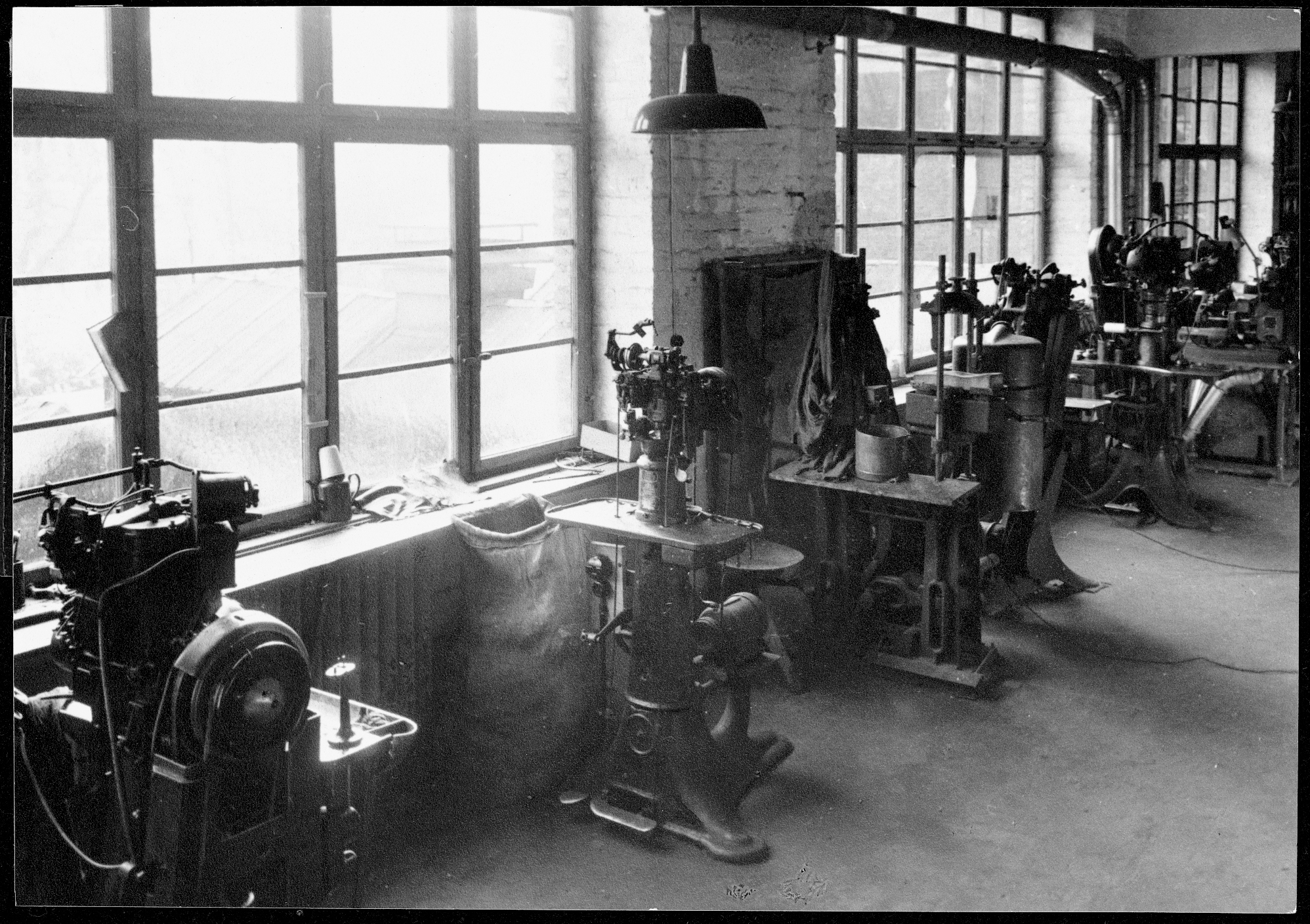
Angulus-Patos-Fabrik in Frankfurt, 1945

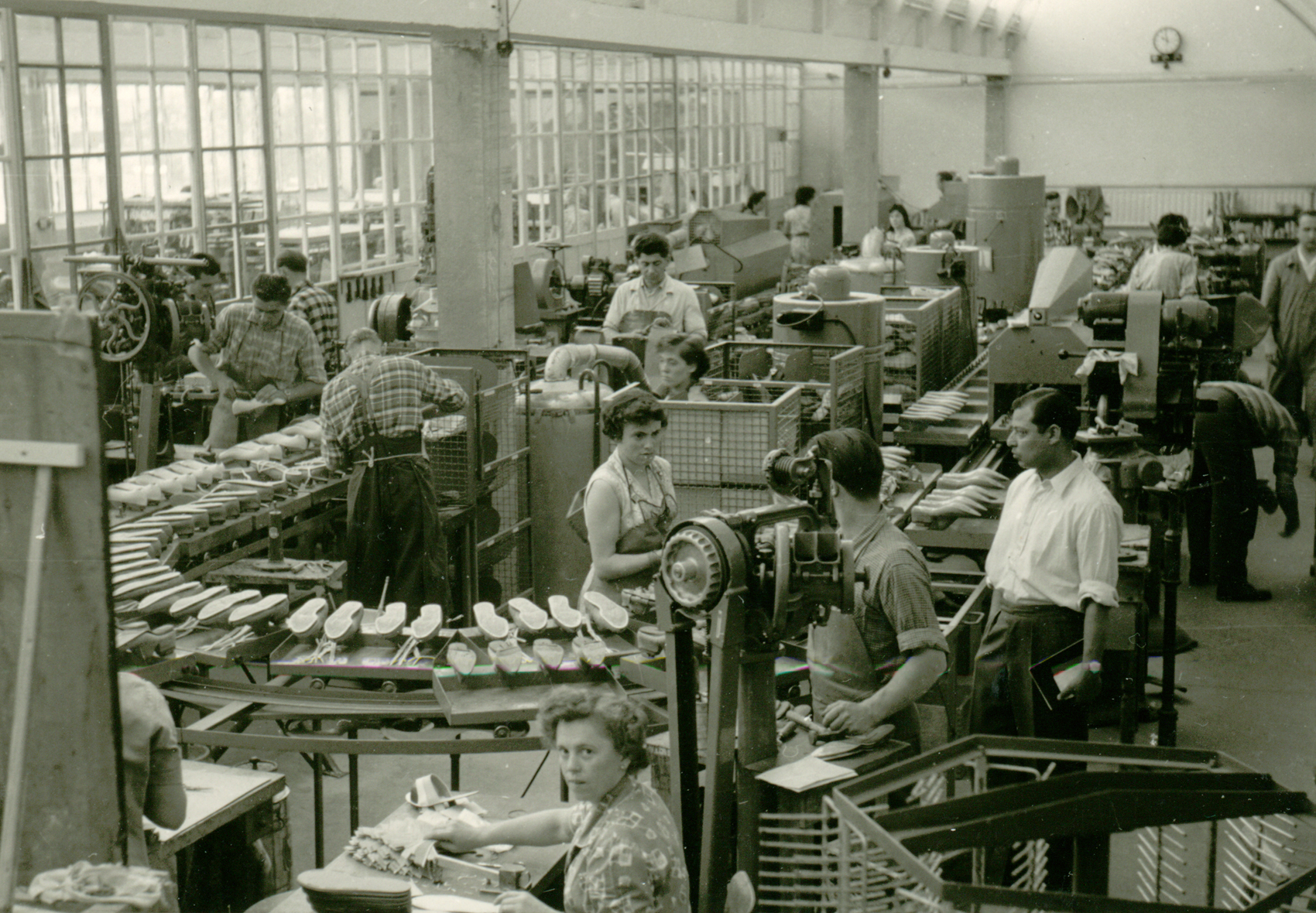
Produktionshalle, 1958

A m 19. Mai 1873 gründete der Schuhmachermeister Eberhard Müller (1846–1925) in Frankfurt am Main in der Ziegelgasse 12 ein „Geschäft für die Herstellung von naturgemäßen Schuhen“. Er fertigte dort, ebenso wie nach ihm sein Sohn Otto Müller sen. (1881–1945), einen der natürlichen Fußform angepassten Schuh namens Angulus (griech. für „Winkel“).
Am 5. September 1938 kaufte Otto Müller sen. die Frankfurter Schuhfabrik Patos und produzierte dort selbst orthopädische sowie Straßenschuhe. Der Angulus-Schuh wurde auch unter Lizenz in Schweinfurt und in der Schweiz produziert, was ihn über die Grenzen Deutschlands hinaus bekannt machte.
Nach dem Zweiten Weltkrieg, im Mai 1945, trat Otto Müller jun. (1919–2005) die Nachfolge an und baute die zerstörte Produktionsstätte in Frankfurt wieder auf. Mit zum Teil gemieteten Maschinen wurden wieder Angulus-Schuhe nach „neuestem Chic und neuester Facon“ gefertigt.
Auf der Suche nach einem geeigneten neuen Firmengelände fand Otto Müller jun. 1957 ein Grundstück am Rande des Taunus und bereits im Sommer 1958 konnte die neue Schuhfabrik in Bad Soden bezogen werden.
Die Firma legte den Namen Patos ab und hieß nun Angulus Schuhfabrik Otto Müller KG. Von nun an wurden in Bad Soden Braut- und Abendschuhe produziert. Erste Tanzschuhe wurden 1975 hergestellt, und unter dem Namen Diamant entstand eine Tanzschuhkollektion, die von namhaften deutschen Tänzerinnen und Tänzern mitentwickelt wurde.
Im Jahr 1979 übernahm Thomas Otto Müller das Familienunternehmen. Mit der ausschließlichen Spezialisierung auf Tanzschuhe wurde 1982 die Firmierung Angulus Diamant Schuhfabrik Otto Müller KG angenommen, ab 1989 nur noch Diamant Schuhfabrik Otto Müller KG.

## Produkte
Die Produktpalette der Diamant Schuhfabrik umfasst Tanzschuhe für den Gesellschaftstanz und den Turniertanz für Kategorien wie Standard, Latein, Tango, Salsa und weitere Tänze. Des Weiteren werden Dance Sneaker (Turnschuhe mit geteilter Sohle für moderne Tanzrichtungen), Tanzzubehör, sowie der jährlich erscheinende Kalender „Diamant Dance Emotions“ angeboten.